# Carina Wiese
Carina Nicolette Wiese (ur. 26 lutego 1968 w Dreźnie) – niemiecka aktorka, studiowała w szkole aktorskiej „Hans Otto” w Lipsku.
Od 1997 roku gra w serialu Kobra – oddział specjalny. W latach 1997–2006 jako sekretarka w komisariacie. Od 2004 (ślub) do 2014 (rozwód) oraz od 2017 (drugi ślub) gra żonę Semira Gerkhana.